# Hyner
Hyner ist eine Siedlung und ein Census-designated place in Clinton County, Pennsylvania, USA. Es liegt am West Branch Susquehanna und der Pennsylvania Route etwa neun Kilometer östlich von Renovo.